# Sądy I instancji w Polsce

## Postępowanie karne
W postępowaniu karnym sądami I instancji są sądy rejonowe oraz sądy okręgowe.

Zgodnie z art. 25 § 1 Kodeksu postępowania karnego sąd okręgowy orzeka w pierwszej instancji w sprawach o następujące przestępstwa:
- o zbrodnie określone w Kodeksie karnym oraz ustawach szczególnych
- o występki określone w rozdziałach XVI i XVII kodeksu karnego oraz w:
  - art. 140 KK – zamach na jednostkę Sił Zbrojnych RP
  - art. 141 KK – służba w obcym wojsku
  - art. 142 KK – organizowanie zaciągu do służby w obcym wojsku
  - art. 148 § 4 KK – zabójstwo pod wpływem silnego wzburzenia usprawiedliwionego okolicznościami, tzw. zabójstwo w afekcie
  - art. 149 KK – dzieciobójstwo
  - art. 150 § 1 KK – zabójstwo eutanatyczne
  - art. 151 KK – doprowadzenie do zamachu samobójczego
  - art. 152 KK – przerwanie ciąży wbrew przepisom ustawy za zgodą kobiety
  - art. 153 KK – przerwanie ciąży wbrew przepisom ustawy bez zgody kobiety
  - art. 154 KK – śmierć ciężarnej kobiety wskutek nielegalnego zabiegu aborcji
  - art. 158 § 3 KK – bójka lub pobicie typu kwalifikowanego
  - art. 163 § 3 KK – umyślne sprowadzenie katastrofy typu kwalifikowanego
  - art. 163 § 4 KK – nieumyślne sprowadzenie katastrofy typu kwalifikowanego
  - art. 165 § 1 KK – umyślne sprowadzenie powszechnego niebezpieczeństwa typu podstawowego
  - art. 165 § 3 KK – umyślne sprowadzenie powszechnego niebezpieczeństwa typu kwalifikowanego
  - art. 165 § 4 KK – nieumyślne sprowadzenie powszechnego niebezpieczeństwa typu kwalifikowanego
  - art. 166 § 1 KK – porwanie statku wodnego lub powietrznego
  - art. 173 § 3 KK – sprowadzenie katastrofy w komunikacji typu kwalifikowanego
  - art. 173 § 4 KK – nieumyślne sprowadzenie katastrofy w komunikacji typu kwalifikowanego
  - art. 185 § 2 KK – zanieczyszczanie środowiska typu kwalifikowanego
  - art. 189a § 2 KK – przygotowania do popełnienia przestępstwa handlu ludźmi
  - art. 210 § 2 KK – śmierć osoby porzuconej poniżej 15. roku życia lub nieporadnej ze względu na stan psychiczny lub fizyczny
  - art. 211a KK – organizowanie adopcji dzieci wbrew przepisom ustawy
  - art. 252 § 3 KK – czynienie przygotowań do wzięcia zakładnika
  - art. 258 § 1 KK – udział w zorganizowanej grupie przestępczej
  - art. 258 § 2 KK – udział w zorganizowanej grupie przestępczej o charakterze zbrojnym
  - art. 258 § 3 KK – kierowanie lub zakładanie zorganizowanej grupy przestępczej lub zorganizowanej grupy przestępczej o charakterze zbrojnym
  - art. 265 § 1 KK – ujawnienie lub wykorzystanie wbrew przepisom ustawy informacji niejawnej o klauzuli „tajne” lub „ściśle tajne”
  - art. 265 § 2 KK – ujawnienie lub wykorzystanie wbrew przepisom ustawy informacji niejawnej o klauzuli „tajne” lub „ściśle tajne” typu kwalifikowanego
  - art. 269 KK – tzw. sabotaż informatyczny
  - art. 278 § 1 lub 2 KK w zw. z art. 294 KK – kradzież mienia znacznej wartości
  - art. 284 § 1 lub 2 KK w zw. z art. 294 KK – przywłaszczenie mienia znacznej wartości
  - art. 286 § 1 KK w zw. z art. 294 KK – oszustwo dotyczące mienia znacznej wartości
  - art. 287 § 1 KK w zw. z art. 294 KK – oszustwo komputerowe dotyczące mienia znacznej wartości
  - art. 296 § 3 KK – nadużycie uprawnień typu kwalifikowanego
  - art. 299 KK – „pranie pieniędzy”
- o występki, które z mocy przepisu szczególnego należą do właściwości sądu okręgowego.

Ponadto, zgodnie z art. 25 § 2 KPK, sąd apelacyjny na wniosek sądu rejonowego może przekazać do rozpoznania sądowi okręgowemu, jako sądowi pierwszej instancji, sprawę o każde przestępstwo, ze względu na szczególną wagę lub zawiłość sprawy.
Na podstawie art. 24 KPK sąd rejonowy orzeka w pierwszej instancji we wszystkich sprawach, z wyjątkiem spraw przekazanych ustawą do właściwości innego sądu, a także rozpoznaje środki odwoławcze w wypadkach wskazanych w ustawie.

### Postępowanie karne przed sądami wojskowymi
W postępowaniu karnym przed sądami wojskowymi sądami I instancji są wojskowe sądy garnizonowe oraz wojskowe sądy okręgowe.
Zgodnie z art. 654 § 1 KPK wojskowy sąd okręgowy orzeka w pierwszej instancji w sprawach o następujące przestępstwa:
- popełnione przez żołnierzy posiadających stopień majora i wyższy
- podlegające w postępowaniu przed sądami powszechnymi właściwości sądu okręgowego oraz określone w:
  - art. 339 § 3 KK – dezercja typu kwalifikowanego
  - art. 345 § 3 KK – czynna napaść na przełożonego z użyciem broni, noża lub innego podobnie niebezpiecznego przedmiotu
  - art. 345 § 4 KK – czynna napaść na przełożonego typu kwalifikowanego
- popełnione przez żołnierzy i członków personelu cywilnego, o których mowa w art. 647 § 1 pkt 3 KPK
- inne na podstawie przepisów szczególnych.

Ponadto, zgodnie z art. 654 § 4 KPK wojskowy sąd okręgowy rozpoznaje ponadto sprawy przewidziane dla sądu wyższego rzędu nad wojskowym sądem garnizonowym oraz inne sprawy przekazane mu przez ustawę. Wojskowy sąd okręgowy ma poza tym uprawnienia i obowiązki procesowe, które w postępowaniu przed sądami powszechnymi przysługują sądowi okręgowemu.
Na podstawie art. 653 § 1 KPK wojskowy sąd garnizonowy orzeka w pierwszej instancji we wszystkich sprawach, z wyjątkiem spraw przekazanych ustawą do właściwości innego sądu, a także rozpoznaje w zakresie swej właściwości środki odwoławcze od orzeczeń i zarządzeń wydanych w postępowaniu przygotowawczym. Wojskowy sąd garnizonowy ma poza tym uprawnienia i obowiązki procesowe, które w postępowaniu przed sądami powszechnymi przysługują sądowi rejonowemu.

## Postępowanie w sprawach o wykroczenia
Zgodnie z art. 9 § 1 Kodeksu postępowania w sprawach o wykroczenia w sprawach o wykroczenia w pierwszej instancji orzekają sądy rejonowe.

W sprawach o wykroczenia popełnione przez:
- żołnierzy w czynnej służbie wojskowej
- żołnierzy sił zbrojnych państw obcych, przebywających na terytorium Rzeczypospolitej Polskiej oraz członków ich personelu cywilnego, jeżeli pozostają w związku z pełnieniem obowiązków służbowych, o ile ustawa lub umowa międzynarodowa, której Rzeczpospolita Polska jest stroną, nie stanowi inaczej,

zgodnie z art. 10 § 1 KPW orzekają w pierwszej instancji wojskowe sądy garnizonowe.

## Postępowanie w sprawach nieletnich
Zgodnie z art. 23 ustawy o wspieraniu i resocjalizacji nieletnich postępowanie w sprawach nieletnich toczy się przed sądem rejonowym (rodzinnym).
Zgodnie z art. 25 ustawy, sąd właściwy według przepisów Kodeksu postępowania karnego rozpoznaje sprawę, jeżeli zachodzą podstawy do orzeczenia wobec nieletniego kary na podstawie art. 10 § 2 lub 2a Kodeksu karnego.

## Postępowanie cywilne
W postępowaniu cywilnym sądami I instancji są sądy rejonowe oraz sądy okręgowe.

Zgodnie z art. 17 Kodeksu postępowania cywilnego sąd okręgowy orzeka w pierwszej instancji w sprawach o:
- o prawa niemajątkowe i łącznie z nimi dochodzone roszczenia majątkowe, oprócz spraw o ustalenie lub zaprzeczenie pochodzenia dziecka, o ustalenie bezskuteczności uznania ojcostwa oraz o rozwiązanie przysposobienia
- o roszczenia wynikające z prawa prasowego
- o prawa majątkowe, w których wartość przedmiotu sporu przewyższa siedemdziesiąt pięć tysięcy złotych, a w postępowaniu w sprawach gospodarczych sto tysięcy złotych, oprócz spraw o alimenty, o naruszenie posiadania i o zniesienie wspólności majątkowej między małżonkami oraz spraw o uzgodnienie treści księgi wieczystej z rzeczywistym stanem prawnym
- o wydanie orzeczenia zastępującego uchwałę o podziale spółdzielni
- o uchylenie, stwierdzenie nieważności albo o ustalenie istnienia lub nieistnienia uchwał organów osób prawnych lub jednostek organizacyjnych niebędących osobami prawnymi, którym ustawa przyznaje zdolność prawną
- o odszkodowanie z tytułu szkody wyrządzonej przez wydanie prawomocnego orzeczenia niezgodnego z prawem
- o roszczenia wynikające z naruszenia praw przysługujących na mocy przepisów o ochronie danych osobowych.

Zgodnie z art. 16 KPC sądy rejonowe rozpoznają wszystkie sprawy z wyjątkiem spraw, dla których zastrzeżona jest właściwość sądów okręgowych.
Jeżeli przy rozpoznawaniu sprawy w sądzie rejonowym powstanie zagadnienie prawne budzące poważne wątpliwości, sąd ten może, na podstawie art. 18 KPC, przekazać sprawę do rozpoznania sądowi okręgowemu. Postanowienie o przekazaniu sprawy wymaga uzasadnienia. Sąd okręgowy może przed pierwszą rozprawą odmówić przyjęcia sprawy do rozpoznania i zwrócić sprawę sądowi rejonowemu, jeżeli uzna, że poważne wątpliwości nie zachodzą. Postanowienie zapada w składzie trzech sędziów i wymaga uzasadnienia. Ponowne przekazanie tej samej sprawy przez sąd rejonowy nie jest dopuszczalne.
Ponadto sąd okręgowy orzeka w sprawach własności intelektualnej w postępowaniu odrębnym (dotyczy to także zapobiegania i zwalczania nieuczciwej konkurencji, ochrony dóbr osobistych w zakresie, w jakim dotyczy ona wykorzystania dobra osobistego w celu indywidualizacji, reklamy lub promocji przedsiębiorcy, towarów lub usług, jak również ochrony dóbr osobistych w związku z działalnością naukową lub wynalazczą).

### Postępowanie w sprawach z zakresu prawa osobowego oraz rodzinnego i opiekuńczego
W postępowaniu tym sądami I instancji są sądy rejonowe i sądy okręgowe.

Sąd rejonowy orzeka w pierwszej instancji w sprawach z zakresu prawa rodzinnego i opiekuńczego dotyczących m.in.:
- ustalenia pochodzenia dziecka i roszczeń z tym związanych
- zaprzeczenia pochodzenia dziecka i ustalenia bezskuteczności uznania ojcostwa
- alimentów, zmiany orzeczenia w zakresie alimentów i ustalenia wygaśnięcia obowiązku alimentacyjnego
- zniesienia wspólności majątkowej między małżonkami
- zezwolenia na zawarcie związku małżeńskiego kobiecie niemającej ukończonych 18 lat
- zezwolenia na zawarcie związku małżeńskiego osobie chorej psychicznie lub niedorozwiniętej umysłowo
- ustanowienia opieki
- przysposobienia
- pozbawienia, zawieszenia, ograniczenie władzy rodzicielskiej i jej przywrócenia
- wydania dziecka
- zezwolenia na dokonanie czynności przekraczającej zakres zwykłego zarządu majątkiem dziecka
- rozstrzygnięcia w istotnych sprawach dziecka w razie braku porozumienia między rodzicami
- ustalenia miejsca pobytu małoletniego
- ustalenia kontaktów z małoletnim
- zastosowania obowiązku poddania się leczeniu odwykowemu, zmiany orzeczenia w tym przedmiocie i ustania obowiązku leczenia odwykowego
- nakazania wypłacania wynagrodzenia za pracę do rąk drugiego małżonka
- umieszczenia w szpitalu psychiatrycznych bez zgody osoby chorej psychicznie lub z zaburzeniami psychicznymi
- umieszczenia w domu pomocy społecznej.

Sąd okręgowy orzeka w pierwszej instancji w sprawach z zakresu prawa rodzinnego i opiekuńczego oraz osobowego dotyczących:
- rozwodu
- separacji
- ustalenia nieistnienia małżeństwa
- unieważnienia małżeństwa
- ubezwłasnowolnienia.

### Postępowanie w sprawach z zakresu prawa pracy i prawa ubezpieczeń społecznych
W postępowaniu tym sądami I instancji są sądy rejonowe oraz sądy okręgowe.

Zgodnie z art. 461 KPC sąd rejonowy orzeka w pierwszej instancji bez względu na wartość przedmiotu sporu w sprawach z zakresu prawa pracy o:
- ustalenie istnienia stosunku pracy
- uznanie bezskuteczności wypowiedzenia stosunku pracy
- przywrócenie do pracy
- przywrócenie poprzednich warunków pracy lub płacy oraz łącznie z nimi dochodzone roszczenia i o odszkodowanie w przypadku nieuzasadnionego lub naruszającego przepisy wypowiedzenia oraz rozwiązania stosunku pracy.

Ponadto sądy te rozpoznają sprawy dotyczące kar porządkowych i świadectwa pracy oraz roszczenia z tym związane
Sądy rejonowe rozpatrują także inne sprawy z zakresu prawa pracy, które dotyczą roszczeń ze stosunku pracy lub z nim związanych, jeżeli wartość przedmiotu sporu w sprawach o prawa majątkowe nie przekracza 75 000 złotych. W przypadku większej wartości sprawę w pierwszej instancji rozpatrują sądy okręgowe.
Zgodnie z art. 4778 § 2 KPC sąd rejonowy orzeka w pierwszej instancji w sprawach z zakresu ubezpieczeń społecznych dotyczących:
- zasiłku chorobowego, wyrównawczego, opiekuńczego, macierzyńskiego oraz pogrzebowego
- świadczenia rehabilitacyjnego
- odszkodowania z tytułu wypadku przy pracy rolniczej, wypadku w drodze do pracy lub z pracy, wypadku przy pracy lub choroby zawodowej, wypadku lub choroby zawodowej pozostającej w związku z czynną służbą wojskową albo służbą w Policji, Agencji Bezpieczeństwa Wewnętrznego, Agencji Wywiadu, Służbie Kontrwywiadu Wojskowego, Służbie Wywiadu Wojskowego, Centralnym Biurze Antykorupcyjnym, Straży Granicznej, Straży Marszałkowskiej, Biurze Ochrony Rządu, Służbie Ochrony Państwa, Służbie Więziennej, Państwowej Straży Pożarnej i Służbie Celno-Skarbowej
- ustalenia niepełnosprawności lub stopnia niepełnosprawności.

W pozostałych sprawach z zakresu prawa ubezpieczeń społecznych, zgodnie z art. 4778 § 1 KPC, w pierwszej instancji orzekają sądy okręgowe.

## Postępowanie administracyjnosądowe
W postępowaniu administracyjnosądowym sądami I instancji są wojewódzkie sądy administracyjne.

Zgodnie z art. 13 § 1 ustawy – Prawo postępowania przed sądami administracyjnymi wojewódzkie sądy administracyjne rozpoznają wszystkie sprawy administracyjnosądowe z wyjątkiem spraw, dla których zastrzeżona jest właściwość Naczelnego Sądu Administracyjnego.
Wojewódzkie sądy administracyjne, zgodnie z art. 3 § 2 ustawy, orzekają w pierwszej instancji w sprawach skarg na:
- decyzje administracyjne
- postanowienia wydane w postępowaniu administracyjnym, na które służy zażalenie albo kończące postępowanie, a także na postanowienia rozstrzygające sprawę co do istoty
- postanowienia wydane w postępowaniu egzekucyjnym i zabezpieczającym, na które służy zażalenie[2]
- inne akty lub czynności z zakresu administracji publicznej dotyczące uprawnień lub obowiązków wynikających z przepisów prawa, z wyłączeniem aktów lub czynności podjętych w ramach postępowania administracyjnego określonego w Kodeksie postępowania administracyjnego, postępowań określonych w działach IV, V i VI Ordynacji podatkowej, postępowań, o których mowa w dziale V w rozdziale 1 ustawy z dnia 16 listopada 2016 r. o Krajowej Administracji Skarbowej (Dz.U. z 2025 r. poz. 1131), oraz postępowań, do których mają zastosowanie przepisy powołanych ustaw (np. niektóre czynności materialno-techniczne[3])
- pisemne interpretacje przepisów prawa podatkowego wydawane w indywidualnych sprawach, opinie zabezpieczające i odmowy wydania opinii zabezpieczających
- opinie, o których mowa w art. 119zzl § 1 Ordynacji podatkowej, i odmowy wydania tych opinii
- akty prawa miejscowego organów jednostek samorządu terytorialnego i terenowych organów administracji rządowej
- akty organów jednostek samorządu terytorialnego i ich związków, inne niż określone wyżej, podejmowane w sprawach z zakresu administracji publicznej
- akty nadzoru nad działalnością organów jednostek samorządu terytorialnego
- bezczynność lub przewlekłe prowadzenie postępowania, lub przewlekłe prowadzenie postępowania dotyczących pisemnych interpretacji przepisów prawa podatkowego wydawanych w indywidualnych sprawach, opinii zabezpieczających i odmowy wydania opinii zabezpieczających
- bezczynność lub przewlekłe prowadzenie postępowania w sprawach dotyczących innych niż wyżej wymienione aktów lub czynności z zakresu administracji publicznej dotyczących uprawnień lub obowiązków wynikających z przepisów prawa podjętych w ramach postępowania administracyjnego określonego w Kodeksie postępowania administracyjnego oraz postępowań określonych w działach IV, V i VI Ordynacji podatkowej oraz postępowań, do których mają zastosowanie przepisy powołanych ustaw.